# 海望
海望（穆麟德轉寫：haiwang，？—1755年），乌雅氏，滿洲正黄旗人，清朝政治人物、清朝禮部尚書。

## 生平
初授护军校。雍正元年（1723年）擢为内务府主事，累迁为郎中，充崇文门监督。雍正八年（1730年），擢为总管内务府大臣，兼管户部三库，赐二品顶戴。雍正九年（1731年），迁户部侍郎，仍然兼管内务府，授内大臣。雍正十三年（1735年），办理军机处事务，受顾命。乾隆帝即位，命海望协办总理事务大臣，任戶部尚書。乾隆二年（1737年）清泰陵完工，授拖沙喇哈番世职。不久，罢总理事务处，复设办理军机处，海望仍然担任办理军机大臣。叙劳，复加拖沙喇哈番世职。乾隆四年（1739年）加太子少保。御史弹劾他在崇文门恣意索取。乾隆六年（1741年），调禮部尚书。乾隆十年（1745年）乾隆帝以海望精力渐衰，罢办理军机。乾隆十二年（1747年）三月丙午，接替來保，擔任禮部尚書。乾隆十四年（1749年），改戶部尚書。由木和林接任禮部尚書。乾隆二十年（1755年）卒，遣散秩大臣博尔木查奠茶酒，赐祭葬，谥“勤恪”。
海望葬于北京海望家族墓，今位于奥林匹克森林公园内。

## 家族
- 高祖父：萨穆哈（康熙帝孝恭仁皇后曾祖额伯根之胞兄）。
- 曾祖父：海色。
- 祖父：多毕，都察院副都御史、内務府總管兼佐領。胞兄多起，其曾孙定边将军、一等武毅谋勇公兆惠。
- 父：留住。
- 女烏雅氏，分别嫁諴恪親王允祕即康熙帝第二十四子，恭勤貝勒胤祜即康熙帝第二十二子，镶蓝旗满洲、云贵总督鄂宁（父大学士鄂尔泰）。
- 孙儿永来，袭世管佐领，乾隆五十四年内务府镶黄旗护军统领、嘉庆四年总管内务府大臣、镶黄旗汉军副都统，管理圆明园事务，《國史列傳》有传。其子德崑，袭世管佐领。

## 影視形象
- 1999年香港電視劇《金玉滿堂》中，由許紹雄飾演。

## 延伸阅读
[在维基数据编辑]
 《清史稿·卷291》，出自趙爾巽《清史稿》